# Attraction fatale (film, 1987)
Pour les articles homonymes, voir Attraction fatale.
Pour plus de détails, voir Fiche technique et Distribution.
Attraction fatale (L'attrazione) est un giallo italien réalisé par Mario Gariazzo et sorti en 1987.
Le film est librement inspiré de la pièce en vers Une partie d'échecs (it) (Una partita a scacchi) écrite par Giuseppe Giacosa en 1871. 

## Fiche technique
- Titre original italien : L'attrazione[1]
- Titre français : Attraction fatale[2]
- Réalisation : Mario Gariazzo
- Scenario : Mario Gariazzo
- Photographie :	Silvio Fraschetti
- Montage : Sergio Buzi
- Musique : Franco Campanino
- Décors et costumes : Giovanna Cossia De Poli
- Maquillage : Maurizio Nardi
- Production : Joe Venuti
- Société de production : Varo Film
- Pays de production :  Italie
- Langue originale : Italien
- Format : Couleur
- Durée : 81 minutes
- Genre : Giallo
- Dates de sortie :
  - Italie : 11 septembre 1987 (Milan)
  - France : 11 février 1991 (passage télé)[2]

## Distribution
- Florence Guérin : Nadine
- Marino Masè : Victor
- Martine Brochard : Luciana
- Stefano Sabelli (it)
- Adriana Giuffrè :
- Ann Margaret Hughes : Valeria
- Cristian Lindgreen :
- Marta Petrilli :
- Sabina Gaddi :
- Marie Giancarlo Geretta :
- Enrica Benedetti :